# Longobardisch
Het Longobardisch (niet te verwarren met het Lombardisch) is een uitgestorven West-Germaanse taal die waarschijnlijk vanaf de Oudheid tot ongeveer tot het jaar 1000 werd gesproken door de Longobarden, een Germaans volk dat aanvankelijk in de toenmalige Romeinse provincie Pannonië leefde en in de 6e eeuw gemigreerd is naar het huidige Noord-Italië. Het Longobardisch was verwant aan het Beiers en Alemannisch en wordt samen met deze dialecten als een vorm van Opperduits beschouwd, aangezien het schaarse overgeleverde materiaal er op wijst dat het Longobardisch net als de andere Opperduitse dialecten de tweede Germaanse klankverschuiving volledig heeft doorgemaakt, en niet slechts gedeeltelijk zoals bij de Middelduitse dialecten het geval is.

## Kenmerken
Over de Longobardische grammatica is vrijwel niets bekend. Het Longobardische schriftsysteem ziet er in het Latijn getranscribeerd zo uit:
a, b, c, d, e, f, g, h, i, j, k, l, m, n, o, p, q(u), r, s, [ʒ], t, þ, u, w, z
De qu geeft een [kw]-klank weer. De ʒ is een gewone [s], bijvoorbeeld skauʒ [skaus], "schoot". De z is een [ts]. De h geeft aan het begin van woorden een [h]-klank weer en elders een [x]-klank.

## Invloed
Het Nieuwitaliaans kent enkele woorden die vrijwel zeker van Longobardische herkomst zijn:
- bica ‘garf, schoof’ (uit *bīga ‘stapel, hoop’; vgl. Zuid-Duits Beige, Zwitserduits Biig, Byge)
- bussare ‘slaan, kloppen’ (vgl. Zuid-Duits boßen ‘dorsen, klutsen’, Zuid-Nederlands boten)
- guancia ‘wang, kaak’ (vgl. Duits Wange, Nederlands wang)
- guercio ‘scheel, loens’ (vgl. Oudhoogduits dwerh, twerh ‘dwars’, Opperduits zwerch)
- mefio ‘bruidsprijs, weduwgift’ (vgl. Duits Miete ‘huur’)
- muffa ‘schimmel’ (vgl. Noord-Duits Muff ‘muffe lucht’, miefen ‘stinken’)
- nocca ‘knokkel’ (vgl. Duits Knochen, Nederlands knook)
- panca ‘(zit-)bank’ (hierin valt de typisch Beierse klankverschuiving b- > p- te herkennen)
- pazzo ‘gek’ (vgl. Zwitserduits Bärz, Pärz ‘zucht van schrik, gekreun van een uitgeputte man’, Zuid-Beiers parz’n, perz’n ‘raaskallen’)
- pizzo ‘beet’ (vgl. Duits Biss ‘beet, wond’, Bissen ‘hap, afgebeten stuk’, Nederlands beet)
- staffa ‘stijgbeugel’ (vgl. Duits Stapfe ‘stap, voetspoor’, Nederlands stap)
- taccola ‘kauw’ (vgl. Middelhoogduits tāchele, Opperduits (gewestelijk) Tach)
- tecchio ‘dik’ (vgl. Zwitserduits tick)
- zazzera ‘golvende haarlokken’ (vgl. Duits Zotte ‘gematteerd bosje haar; manen’, Beiers Zotzen ‘lang, ongekamd haar’, Oudhoogduits zaturra ‘manen’, Nederlands tod(de))
- zolla ‘aardkluit’ (vgl. Middelhoogduits zolle ‘blokje hout; rond stukje hout’, Nederlands tol ‘speelgoed’)